# Гавриляк
Гавриля́к — село Івано-Франківського району Івано-Франківської області. Входить до складу Обертинської селищної громади. Розташоване у східній частині області. Розташоване у долині потоку Вікна. 
Курган Гавриляк І невизначеної приналежності розташований на окраїні села в урочищі Могила,
Розпорядженням міністра внутрішніх справ 27 березня 1929 р. територія Обертина була розширена за рахунок землі, з вилученої з земель села Гавриляк.
Теперішня церква з дерева зведена у 1794 році як перша в селі і посвячена під титулом Прсв. Трійці. Після ремонтів у ХІХ ст. отримала сучасні форми. В той час її переосвятили на церкву Покрови Пр. Богородиці.
Була філіяльною до парафіяльної церкви в селі Чортовець. З 1991 року належить до пам'яток архітектури місцевого значення (охор. № 1016-М). Сьогодні церквою користується громада УАПЦ 